# Híres magyar származású személyek listája
A következő lista azokat a Kárpát-medence területéről kivándorolt magyar vagy másodgenerációs magyar származású személyeket – művészeket, tudósokat, politikusokat, orvosokat – mutatja be, akik lakóhelyük országában híressé váltak.

## Amerikai Egyesült Államok

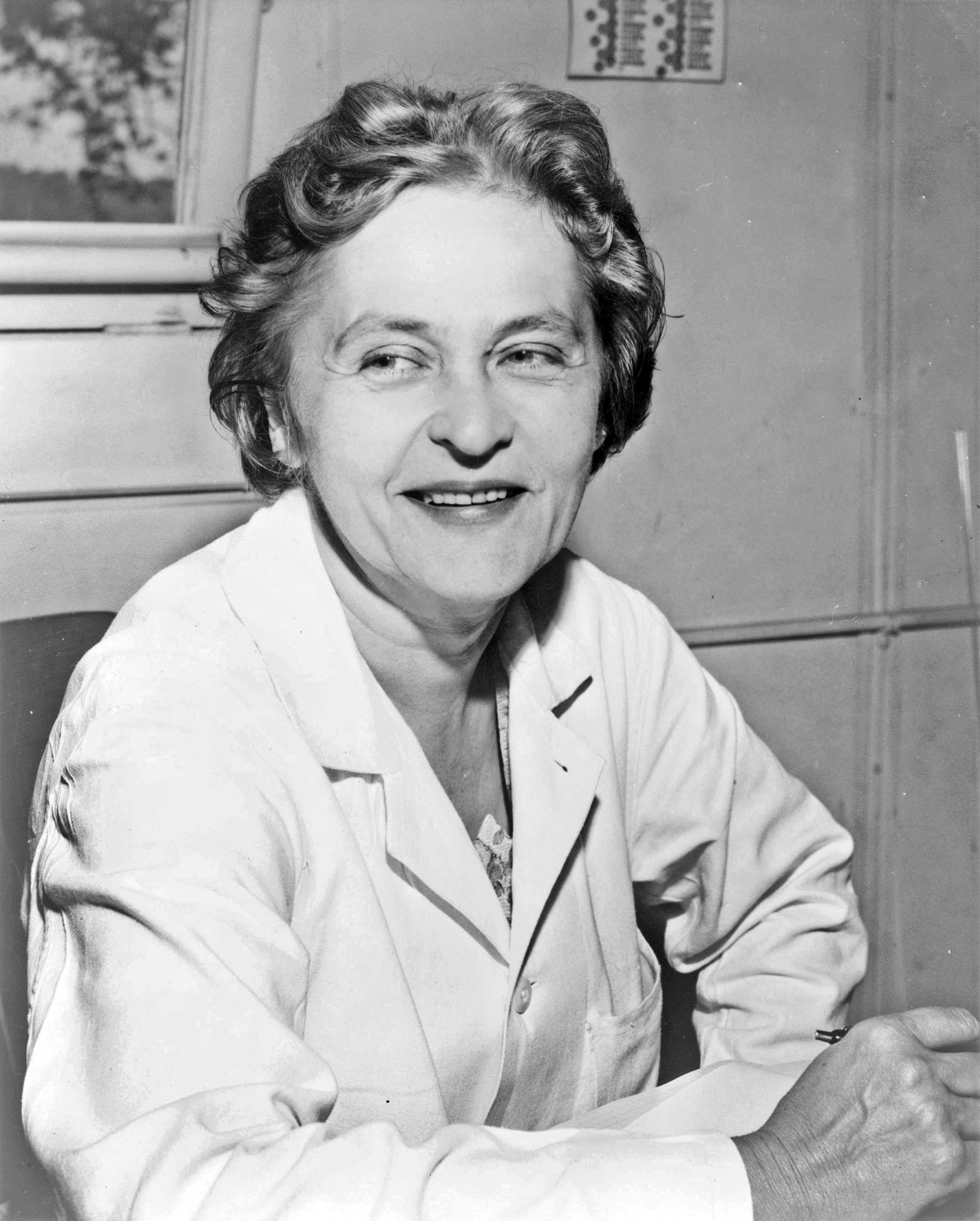
Telkes Mária, fizikus

### Természettudósok, mérnökök, feltalálók
- Zoltan Lajos Bay (Bay Zoltán, Gyula, 1900–1992) fizikus, a méter világszabványa
- Georg von Békésy (Békésy György, Bp., 1899–1972) biofizikus, Nobel-díj: 1961
- Raoul Bott (Bott Raoul, Bp., 1923–2005) matematikus, Wolf-díj: 2000 – magyar anya
- Dennis Gabor (Gábor Dénes, Bp., 1900–1979) fizikus, holográfia; Nobel-díj: 1971
- József Galamb (1881–1955) mérnök, a Ford T-modell tervezője
- Peter Carl Goldmark (Goldmark Péter Károly, Bp., 1906–1977) fizikus – mikrobarázdás hanglemez, színes televízió
- Nicholas Hoff (Hoff Miklós, Magyaróvár, 1906–1997) mérnök, fizikus
- Imre Izsak (Izsák Imre, Zalaegerszeg, 1929–1965) fizikus, csillagász
- Louis Jokay (Jókay-Ihász Lajos, Bp., 1924–1993) élelmiszeripari kutató, világűrben fogyasztható élelmiszerek megalkotója
- Bela Julesz (Julesz Béla, Bp., 1928–2003) villamosmérnök, neurológus, látáskutató
- Rudolf E. Kalman (Kálmán Rudolf, Bp., 1930–2016) villamosmérnök, matematikus
- Theodore von Kármán (Kármán Tódor, Bp., 1881–1963) repülési mérnök
- John George Kemeny (Kemény János, Bp., 1926–1992) matematikus, számítástechnikus – BASIC nyelv
- Peter Lax (Bp., 1926–) matematikus, Wolf-díj: 1987
- Abraham Nemeth (Németh Ábrahám, 1918–2013) matematikus, Nemeth Braille-jelölés – magyar szülők
- John von Neumann (Neumann János, Bp., 1903–1957) matematikus, számítástechnikus
- Cornelius Lanczos (Lánczos Kornél, Székesfehérvár, 1893–1974) matematikus, a Boeing Co kutatómérnöke
- George Andrew Olah (Oláh György, Bp., 1927–2017) kémikus, Nobel-díj: 1994
- George Pólya (Pólya György, 1887–1985) matematikus
- Tibor Radó (Radó Tibor, 1895–1965) matematikus
- George P. Rédei (Rédei György Pál, Bécs, 1921–2008) genetikus, a növénygenetikai kutatások világszerte egyik legelismertebb szaktekintélye
- Gabor A. Somorjai, (Somorjai Gábor Árpád, 1935–2025) kémikus
- Victor Szebehely (Szebehely Győző, Bp., 1921–1997) csillagász, az Apolló űrhajók pályaterve
- Albert Szent-Györgyi (Szent-Györgyi Albert, Bp., 1893–1986) – orvos, C-vitamin, Nobel-díj: 1937 – a díjat magyarországi munkájáért kapta
- Leo Szilard (Szilárd Leó, Bp., 1898–1964) fizikus
- Valentine Telegdi (Telegdi Bálint, Bp., 1922–2006) fizikus, Wolf-díj: 1991
- Mária Telkes (Telkes Mária, 1900–1995) fizikus – az első napenergia-fűtésű ház: 1948
- Edward Teller (Teller Ede, Bp., 1908–2003) fizikus, hidrogénbomba
- Eugene Wigner (Wigner Jenő, Bp., 1902–1995) fizikus, Nobel-díj: 1963

### Társadalomtudósok, orvosok, közgazdászok
- Mihaly Csikszentmihalyi (Csikszentmihályi Mihály, 1934–2021) pszichológus
- Milton Friedman (New York, 1912–2006) közgazdász, Nobel-Díj (1976) – magyar szülők
- Daniel Carleton Gajdusek (1923–2008) orvos, a kuru betegség felfedezése, Nobel-díj (1976) – magyar anya
- Laszlo Garai (Garai László, 1935–) pszichológus, az elméleti pszichológia, a szociálpszichológia és a gazdaságpszichológia kutatója
- Joseph Goldberger (Goldberger József, 1874–1929) orvos, a pellagra gyógymódja
- John Harsanyi (Harsányi János; 1920 – Berkeley, 2000) közgazdász, játékelmélet, Nobel-díj (1994)
- Kiss László (Leslie Kish) (1910–2000) statisztikus, a mintavételi eljárások módszertani fejlesztője, az MTA tagja
- John Lukacs (Lukács János, 1924–) történész
- Bela Schick (1877–1967) gyermekorvos, diftéria-próba
- Margaret Mahler (Schönberger Margit, 1897–1985) pszichológus
- Thomas Sebeok (Sebők Tamás, 1920–2001) nyelvész, antropológus
- Hans Selye (Selye János, 1907–1982) orvosprofesszor, a stressz elmélete
- Thomas Szasz (Szász Tamás, 1920–2012) pszichiáter, író
- Andor Szentivanyi (Szentiványi Andor, 1926–2005) orvos – az asztma Beta Adrenergic-elmélete
- Geza Vermes (Vermes Géza, 1924–2013) történész

### Írók
- Joe Eszterhas forgatókönyvíró (Elemi ösztön stb.)
- George Faludy (Faludy György) költő
- Susan Faludi író (apja magyar)
- Ladislas Farago újságíró
- Charles Fenyvesi író, újságíró
- Claire Kenneth (Kende Klára) bestseller író
- Mina Loy (London, 1882–1966) író, költő, képző- és iparművész (magyar apa)
- John Pen (Székely János; John S. Toldy, Hans Székely) író, forgatókönyvíró, Oscar-díj: Best Original Story, 1940
- Carl Rakosi költő
- Joseph Pulitzer, (1847–1911) újságíró, kiadó, a Pulitzer-díj posztumusz alapítója
- Wass Albert (1908–1998) író, költő 1951-ben költözött az Amerikai Egyesült Államokba

### Színészek, rendezők, producerek

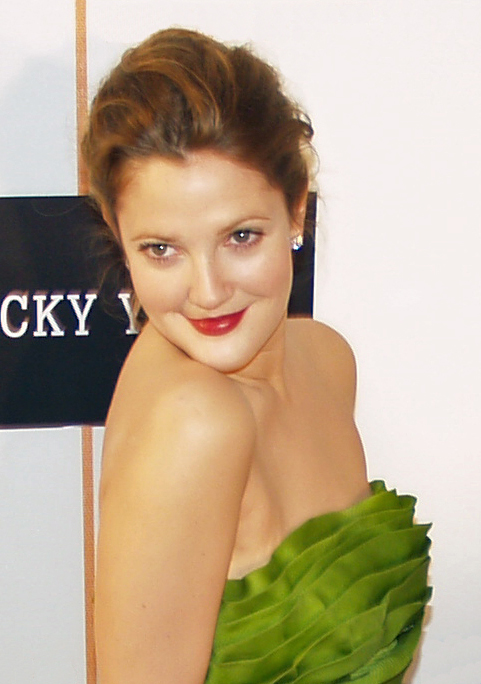
Drew Barrymore

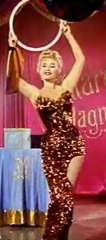
Gábor Zsazsa

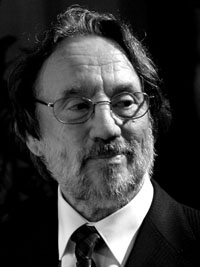
Zsigmond Vilmos

- Vilma Bánky (1901–1991) némafilmcsillag
- Drew Barrymore színésznő (magyar anya)
- Eva Bartok (Szőke Éva, 1927–1998) színésznő
- Laszlo Benedek (Benedek László, 1905-1992) filmrendező
- Oscar Beregi (Beregi Oszkár) némafilmszínész
- Ferike Boros (Boros Ferike) kedvelt amerikai filmkomikus
- Nicholas Brodszky zeneszerző
- Adrien Brody színész (magyar anya)
- George Cukor filmrendező (My Fair Lady)
- Tony Curtis (Bernard Schwartz) színész
- Michael Curtiz (Kertész Mihály) Oscar-díjas filmrendező (Casablanca)
- Marton Csokas másodgenerációs színész, producer (A Gyűrűk Ura)
- Gabor Csupo (Csupó Gábor) ötszörös Emmy-díjas és kétszeres Cable Ace Award-díjas producer, animátor (A Simpson család)
- Paul Czinner (Czinner Pál, 1890–1972) író, filmrendező, producer
- Matthew Daddario színész
- William S. Darling (Sándorhelyi Béla Vilmos) látványtervező, háromszoros Oscar-díjas és további hét jelölés
- Dolly Sisters (Schwartz-, később Deli-nővérek) világhírű revüsztárok, az életükről készült film Oscar-díjat kapott
- Lucy Doraine (Kovács Ilonka, 1898–1989) némafilmszínésznő az 1920-as évek Amerikájában
- Steffi Duna (Berindey Erzsébet, 1910–1992) színésznő
- Marta Eggerth (Eggerth Márta) énekesnő, színésznő
- Sandor Eles (Éles Sándor, 1936–2004) színész
- Engert Péter (Kecskemét, 1976. június 18. –) filmproducer, rendező, színész, forgatókönyvíró
- Peter Falk színész (Columbo)
- William Fox (Fried Vilmos) producer, a 20th Century Fox vállalatbirodalom alapítója
- Franciska Gaal (Gaál Franciska, 1904–1973) kabaréművész, színésznő
- Eva Gabor (Gábor Éva) Gábor Zsazsa testvére, a nagy sikerű Green Acress (1965–1971) tévésorozat meghatározó szereplője
- Zsa Zsa Gabor (Gábor Zsazsa) Golden Globe-díjas színésznő
- Mitzi Gaynor (1931–) színésznő, énekesnő, táncos (magyar apa)
- Mariska Hargitay Golden Globe- és Emmy-díjas színésznő
- Mickey Hargitay (Hargitay Miklós) színész
- Goldie Hawn Oscar-díjas színésznő (magyar anya)
- Georgina Hegedos (Hegedős Györgyi, 1937–) színésznő, koreográfus
- Geza Herczeg (Herczegh Géza) Oscar-díjas forgatókönyvíró (Zola élete)
- Harry Houdini (Weisz Erik) illuzionista, bűvész
- Leslie Howard színész
- Alexander Korda (Korda Sándor) filmproducer (A bagdadi tolvaj, A vörös Pimpernel)
- Zoltán Korda filmrendező
- Charles Korvin (Kárpáthy Korvin Géza) karakterszínész, Rákosi Szidi színiiskolájában tanult
- Ernie Kovacs háromszoros Emmy-díjas színész, tévékomikus
- László Kovács operatőr (Szelíd motorosok, Szabadítsátok ki Willyt!)
- David Krumholtz színész (Gyilkos számok)
- Andrew Laszlo (László András) operatőr
- Ernest Laszlo (László Ernő) operatőr
- Peter Lorre (Löwenstein László) színész
- Béla Lugosi színész
- Paul Lukacs (Lukács Pál) színész
- Mae Madison (Medgyesi Mariska, 1914–2004) másodgenerációs színpadi és filmszínésznő
- Andrew Marton (Marton Endre) filmrendező
- dr. Marton Sándor színházi producer, színházi ügynöksége még ma is a legnagyobbak közé tartozik a világon
- Lona Massey (Hajmássy Ilona) filmszínésznő
- Rudolph Maté (1898–1964) filmrendező, operatőr
- Peter Medak (Medák Péter, 1937–) filmrendező, producer (Felső tízezer)
- Edward James Olmos (1947–) színész, filmrendező
- Gabriel Pascal (1894–1954) filmrendező, producer
- Joe Pasternak az Universal Filmgyár vezető producere, számos Oscar-díj jelöléssel
- Joe Penner (Pintér József, 1904–1941) rádió és filmkomikus
- Robert Pirosh (1910–1989) Oscar-díjas forgatókönyvíró
- Emeric Pressburger (Pressburger Imre) Oscar-díjas filmrendező
- Charles H. Puffy (Huszár Pufi) burleszkkomikus
- Lya De Putti (Putty Lia, 1899–1931) némafilmcsillag
- Danielle Rose Russell színésznő
- Jerry Seinfeld komikus, filmkomikus (apja Seinfeld Kálmán címfestő volt, aki New Yorkba vándorolt)
- Steve Sekely (Székely István, 1899–1979) filmrendező
- S. Z. Sakall (Gerő Jenő, „Szőke Szakáll”) színész
- André De Toth (Tóth Endre) filmrendező
- Alexander Trauner (Trauner Sándor, 1906–1933) Oscar-díjas látványtervező
- Leslie Vadnay (Vadnay László, 1904–1967) filmszcenárium író, a Hacsek és Sajó kitalálója
- Andy Vajna (Vajna András György) producer (Rambo, Evita)
- Victor Varconi (Várkonyi Mihály) némafilmszínész
- Rachel Weisz Oscar- és Golden Globe-díjas színésznő
- Jules White (Weisz Gyula, 1900–1985) a Columbia Pictures producere, négyszeres Oscar-díj jelölés
- Adolph Zukor producer, a Paramount Pictures alapítója
- Vidor Károly (1900–1959) filmrendező
- Vilmos Zsigmond operatőr (Harmadik típusú találkozások)

### Zenészek

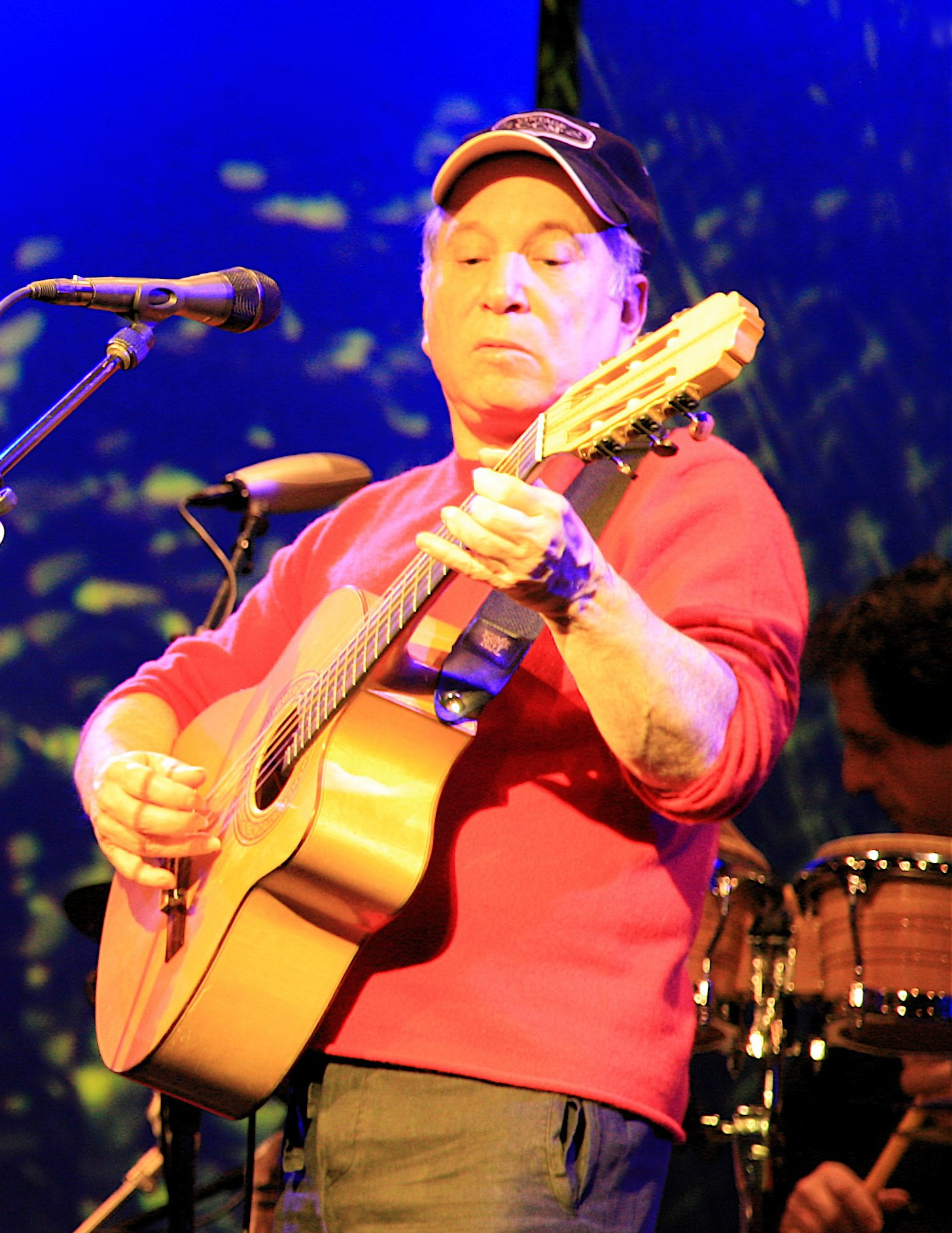
Paul Simon

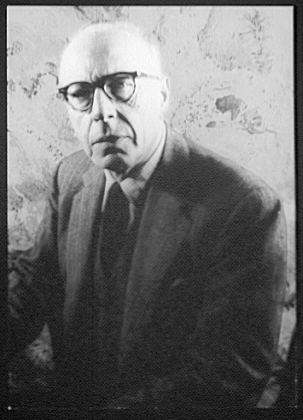
Széll György

- Antalffy-Zsiross Dezső orgonaművész, zeneszerző, karmester
- Antos Kálmán zeneszerző, egyházkarnagy, orgonista, zenepedagógus
- Báthory Zoltán a Five Finger Death Punch gitárosa és alapító tagja
- Bartók Béla (zeneszerző)
- Carelli Gábor (Krausz Gábor) operaénekes
- Doráti Antal karmester
- Dohnányi Ernő zeneszerző, karmester, zongoraművész, pedagógus
- Laszlo Gardony jazz zongoraművész, zeneszerző; professor, Berklee College of Music [1]
- Frid Géza (1904–1989) zeneszerző, zongorista (Hollandia)
- Halász László karmester, operaházigazgató
- Kertész István karmester
- Kesha énekesnő
- Rafael Kubelík karmester, zongorista (édesanyja Csáky-Széll Marianne).[2]
- Sylvester Levay (Lévay Szilveszter, 1945–) zeneszerző
- Joe Muranyi jazz-zenész, klarinétos, a Louis Armstrong All Stars zenekar tagja
- Robert Nagy operaénekes
- Eugene Ormándy (Blau-Ormándy Jenő) karmester
- Tommy Ramone (Erdélyi Tamás) a Ramones együttes dobosa
- Fritz Reiner (Reiner Frigyes) karmester
- Sigmund Romberg (Romberg Zsigmond) zeneszerző, az amerikai musical atyja
- Anne Roselle (Gyenge Anna) operaénekes
- Rózsa Miklós filmes zeneszerző
- Anton Seidl karmester
- Paul Simon énekes/dalszövegíró (magyar szülők)
- Gene Simmons a KISS együttes zenésze
- Gabor Szabo jazzgitáros
- Szakácsi Gábor a Sledgeback együttes zenésze
- George Szell (Széll György) karmester, zeneszerző
- Szirmai Albert zeneszerző, producer
- Téglás Zoltán az Ignite enekese
- Veres Mariska a Shocking Blue együttes énekese
- Tommy Vig vibraharpist, dobos, ütőhangszeres, zeneszerző, rendező, hangszerelő, karmester, big band vezetője, szerző, feltaláló
- Eugene Zador zeneszerző

### Képző- és iparművészek
- Victor Vasarely (Vásárhelyi Győző) festő, designer
- Marcel Breuer építész, iparművész
- Robert Capa fotóriporter
- Dénes Ágnes (1938–) képzőművész
- Kárász Ilonka forma- és textiltervező, grafikus
- György Kepes képzőművész
- Tibor Kalman grafikus
- André Kertész fotóművész
- László Moholy-Nagy festő, fotóművész
- Munkácsi Márton fotóművész
- Sylvia Plachy fotóművész
- Kóber Leó grafikus-, és festőművész
- Emery Roth építész
- Joe Szabo (Szabó J. György) grafikus, karikaturista
- Szász Endre (Endre Szasz) festő, grafikus

### Üzletemberek, politikusok
- Alexander Brody – DYR, Ogilvy

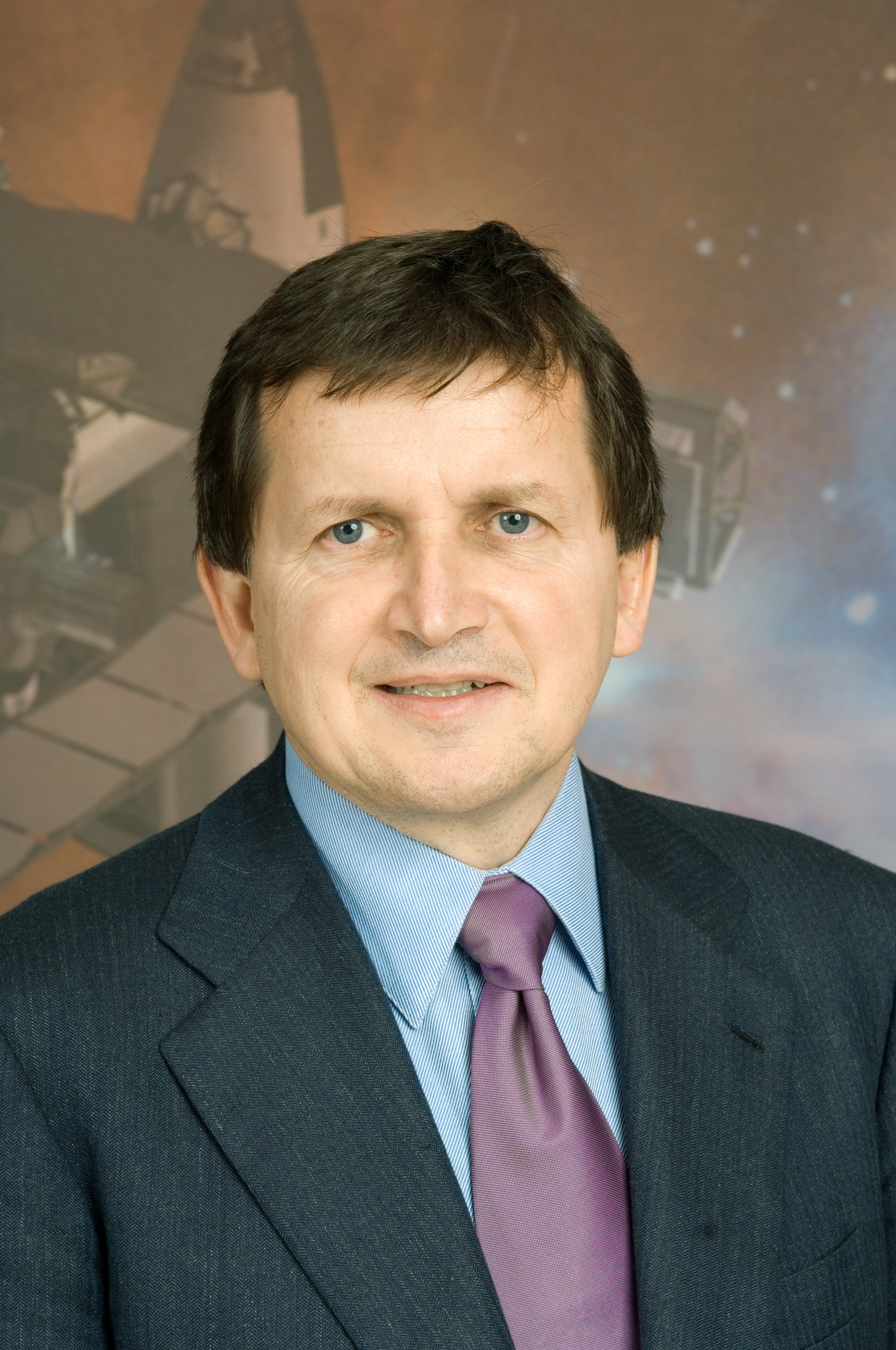
Charles Simonyi

- Calvin Klein (született Calvin Richard Klein néven 1942. november 19-én, Bronxban) divattervező (magyar szülők)
- Fábry Pál Világkereskedelmi Központ
- Andrew Grove (Gróf András István) – Intel, 1998-ban a Time magazin az év üzletemberének választotta
- Estée Lauder kozmetikus (magyar szülők)
- George Pataki (1945–) republikánus párti politikus, New York állam kormányzója: 1995–2006 (magyar apa)
- Joseph Pulitzer újságcézár
- Charles Simonyi (ifj. Simonyi Károly, Bp., 1948– ) szoftverfejlesztő, a Word és az Excel atyja, az első magyar űrturista
- George Soros (Soros György, Bp., 1930– ) – Soros Alapítvány
- Steven Ferencz Udvar-Hazy (Udvarházy István) – ILFC

### Sportolók
- Larry Csonka amerikaifutball-játékos (Miami Dolphins), a VIII. Super Bowl MVP-je
- Nicholas Ryan Fazekas az NBA-ben játszó kosárlabdázó
- Peter Kornel Gogolak amerikaifutball-játékos, az NFL-ben ő honosította meg a mai napig használt rúgásmódszert
- Louis Roy Groza amerikaifutball-játékos, a róla elnevezett díjat kapja az NCAA Division I legjobb rúgójátékosa
- Les Horvath amerikaifutball-játékos, a Heisman-trófea 1942-es győztese
- Bernie Kosár amerikaifutball-játékos, több all-time rekordot ért el, Superbowl győztes quarterback
- Joe Namath amerikaifutball-játékos (New York Jets), Super Bowl-győztes
- Don Shula amerikaifutball-játékos és edző, ő az NFL történetének legtöbb győzelemmel rendelkező edzője
- Monika Seles (Szeles Mónika) teniszező
- Joe Theismann amerikaifutball-játékos, a nevéhez fűződik számos Redskins rekord, kétszeres Pro Bowl tag, 1983-ban MVP címet kapott
- Karch Kiraly strandröplabda-játékos, háromszoros olimpiai bajnok
- Tábori László atléta, világcsúcstartó középtávfutó
- Zigmund Pálffy (apja magyar) jégkorongozó, NHL sztár
- Tim Howard (anyja magyar), labdarúgókapus
- Ted Ligety alpesi síző
- Rebecca Soni olimpiai bajnok úszónő
- Martina Hingis teniszező, Kassán született, édesapja magyar

### Egyéb
- Louis Szathmáry magyar újságíró, író, pszichológus, konyhafőnök, gasztronómus, műgyűjtő

## Kanada
- Anhalt István zeneszerző
- Anna Sandor (Sándor Anna) Emmy-díjas forgatókönyvíró
- Remond Cristina Miss Canada szépségkirálynő (2001)
- Faludy György költő
- Kárpáti György (1934–2009) neurológus, molekuláris biológus, az MTA tagja
- Magda Szabo képzőművész[3]
- Maggie Szabo énekes és zeneszerző
- Maté Gábor orvos
- Alanis Morissette hétszeres Grammy-díjas énekes (magyar anya)
- John Miska Miska János író, szerkesztő
- Nori Peter (Péter Nóra, 1935–2009) festő, képzőművész
- John Charles Polanyi (Polányi János, Berlin, 1929– ) kémikus, Nobel-díj: 1986
- Karl Polanyi (Polányi Károly, Bp., 1886–1964) közgazdász
- Anna Porter (Szigethy Anna) írónő
- Sárosy Zoltán (1906–2017) sakkmester
- Sipos Péter zeneszerző, producer
- Tóth József hidrogeológus professzor
- Varnus Xavér orgonaművész

## Mexikó
- Louis C.K. (Székely Lajos, Washington, D.C., 1967. szeptember 12.) mexikói állampolgárként Amerikában élő Emmy-díjas komikus, író, rendező;[4] a Louie című sorozat író-rendező-főszereplője.[5] Nagyapja emigráns magyar, apja már kint született Mexikóban.

## Európa
- George de Hevesy (Hevesy György, Bp., 1885–1966) kémikus, radioaktivitást jelző készülékek; Nobel-díj (1943) 
 (Németországban, Dániában és Svédországban élt)
- André Kostolany (Kosztolányi András, Bp., 1906–1999) tőzsdeguru, üzletember
- Solti György (Sir Georg Solti) karmester 
 Magyarország, Svájc, Németország, Nagy-Britannia, USA, Franciaország
- Tibor Várady feltaláló, squash-játékos

### Ausztria

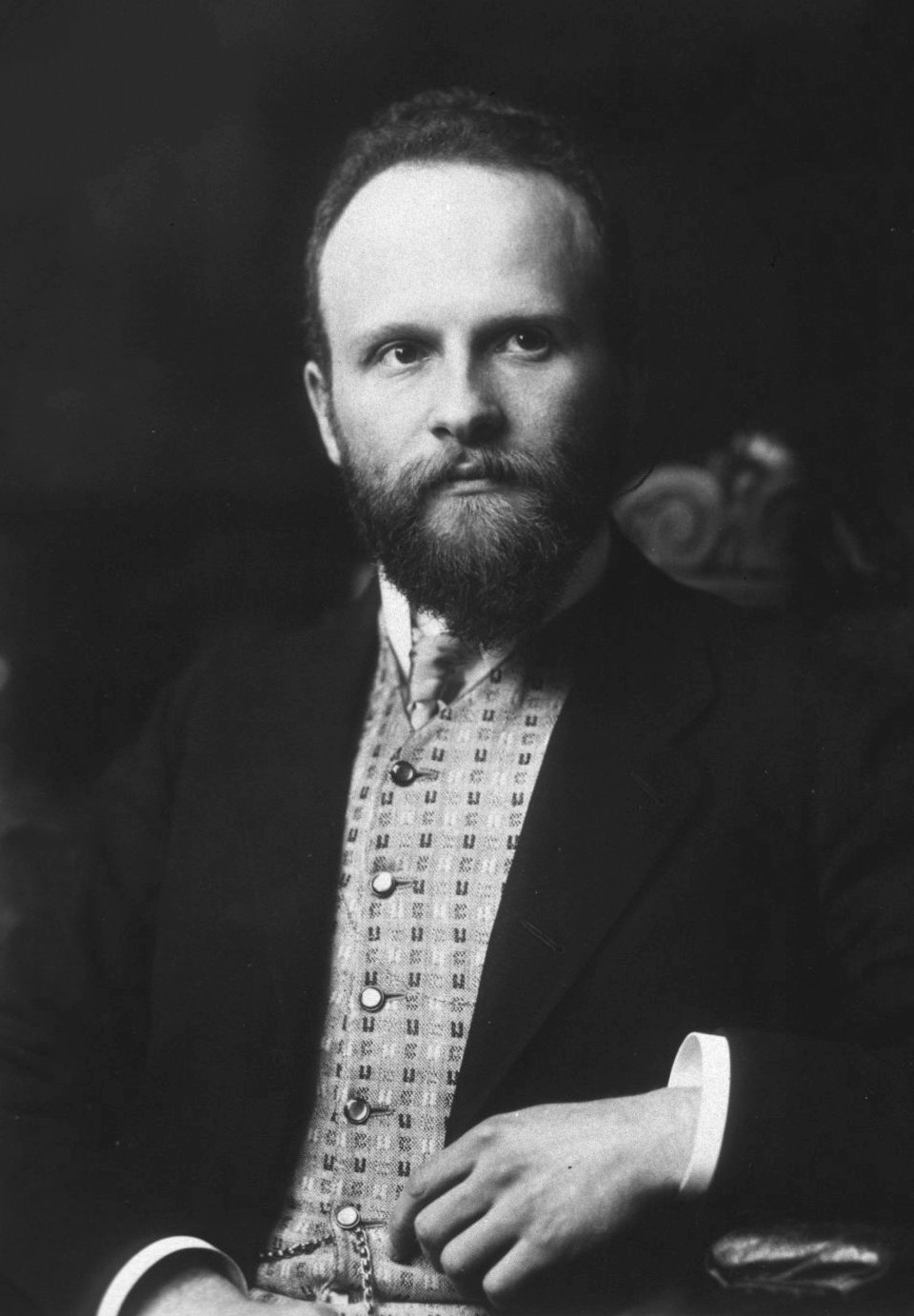
Róbert Bárány

- Rosette Anday (Anday Piroska) operaénekes
- Róbert Bárány (Bécs, 1876 – Uppsala, 1936) orvos, Nobel-díj: 1914
- Béla Barényi mérnök, a bogárhátú VW tervezője (magyar apa)
- Agnes Esterhazy színművész
- Carl Farkas (Farkas Károly) színész, színházigazgató, a Bécsi kabaré konferansza
- Goldmark Károly zeneszerző
- Emese Hunyady gyorskorcsolyázó, olimpiai bajnok
- Ödön von Horváth író
- Ida Jenbach forgatókönyvíró
- Kálmán Imre operettszerző
- Mauritz Kaposi (Kaposi Mór) bőrgyógyász (Kaposi-szarkóma)
- Lehár Ferenc operettszerző
- Ligeti György zeneszerző, Wolf-díj: 1996
- Müller Adolf zeneszerző, karmester
- Maria Nemeth (Németh Mária) operaénekes
- Szőts István filmrendező
- Richard Zsigmondy (Zsigmondy Richárd, Bécs, 1865–1925) kémikus, Nobel-díj: 1925 (magyar szülők)
- Paul Zsolnay könyvkiadó-tulajdonos

### Csehország (Csehszlovákia)
A volt Csehszlovákia szlovákiai részén élt magyar származású személyekről lásd: Nevezetes szlovákiai magyarok listája
- Richard Réti sakkozó
- Tomáš Ujfaluši labdarúgó

### Egyesült Királyság
- Skóciai Szent Margit (magyar anya)
- Bálint Mihály orvos, pszichoanalitikus
- Beke Tibor (1986–) neurológus
- Thomas Balogh (Balogh Tamás; Budapest, 1906 – London, 1981) közgazdász, politikus, lord: 1970, az EK egészségügyi minisztere: 1974–1975
- Buday György grafikusművész
- Romola Garai (1982–) színművész (apja magyar)
- Uri Geller illuzionista, parafenomén (magyar szülők)
- Zita Gordon-Gielgud (Gordon Zita) színművész
- John Halas rajzfilmrendező
- Mark Knopfler és David Knopfler rockzenészek, a Dire Straits együttes alapító tagjai (magyar apa)
- Arthur Koestler (Kösztler Artur, Bp. 1905–1983) író
- Konta Johanna teniszező
- Sir Alexander Korda (Korda Sándor, Pusztatúrpásztó, 1883–1956), az önálló Brit filmipar megteremtője
- Vincent Korda díszlettervező
- Nicholas Kurti (Kürti Miklós, Bp., 1908–1998) atomfizikus
- Karl Mannheim szociológus, tudás-szociológia
- George Mikes humorista
- Willy Pogany grafikusművész
- Michael Polanyi (Polányi Mihály, 1891–1976) polihisztor
- Vera Rozsa (Rózsa Vera) énekesnő, pedagógus
- Sir Georg Solti (Solti György, Bp., 1912–1997) karmester
- Edmond Bordeaux Székely író, nyelvtudós, az esszénus egyház alapítója (később Mexikóban élt)
- Stein Aurél (Sir Marc Aurel Stein) ázsiakutató
- Rachel Weisz Oscar-díjas színésznő (apja magyar)

### Finnország
- Marje Katalin Kovács képregényrajzoló
- Ville Valo énekes (HIM)

### Franciaország

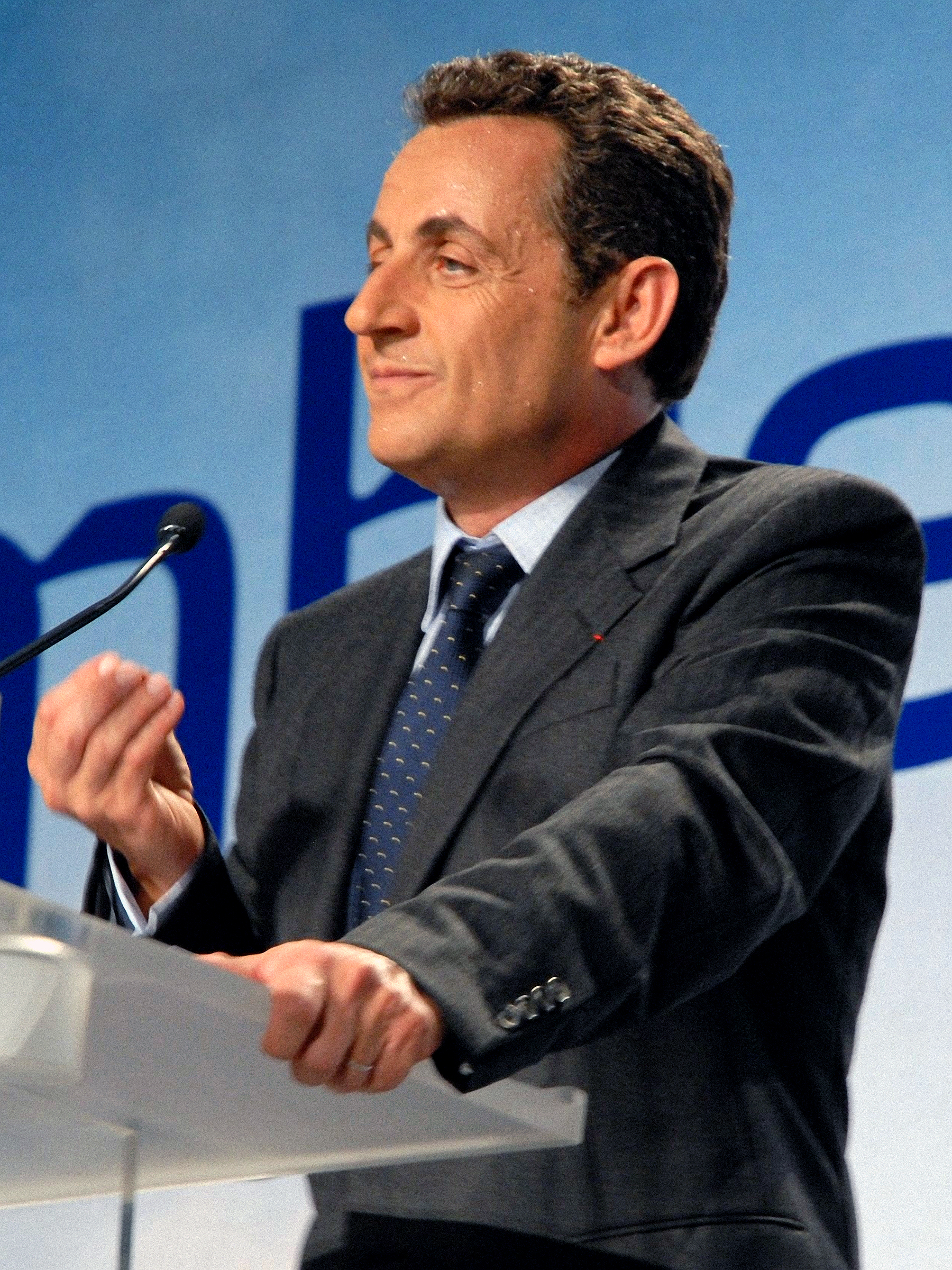
Nicolas Sarkozy, Franciaország elnöke

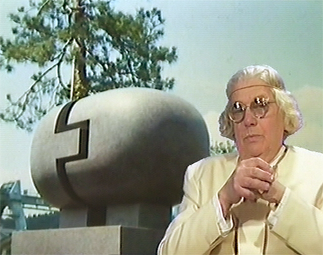
Pierre Szekely

- Vincent Adler (Adler Vince) zongoraművész, zeneszerző
- Akosh S. (Szelevényi Ákos) zenész
- Arma Paul (Weisshaus Imre) zeneszerző, zongoraművész, zeneetnológus
- Böröcz András (André Böröcz) a Menton-i zenefesztivál megalkotója, szervezô, több világváros díszpolgára
- Brassaï fotóművész
- Viviane Chocas író, újságíró
- György Cziffra (Cziffra György) zongoraművész
- François Fejtő (Fejtő Ferenc) történész, újságíró
- Lorand Gaspar orvos és költő
- Michel Gyarmati a Les Folies Bergère művészeti igazgatója
- Simon Hantaï (Hantai Simon) festőművész
- Lucien Hervé fotóművész
- Alexandre Hollan festőművész
- Jean Image (Hajdú Imre) animátor, „a francia Walt Disney”
- Kozma József (Joseph Kosma) zeneszerző, filmzeneköltő, a francia sanzon megújítója
- Josef Nadj táncos-koreográfus
- Max Simon Nordau társadalomkritikus, zsidó vezető
- Judit Reigl festőművész
- Nicolas Sarkozy politikus (magyar apa)
- Nicolas Schöffer (Schöffer Miklós, 1912–1992) szobrász
- Pierre Szekely szobrász
- Vercors (Jean Marcel Bruller, 1902–1991) író (A tenger csendje)
- Victor Vasarely (Vásárhelyi Győző) festőművész
- Ibolya Virag (Virág Ibolya) műfordító, könyvkiadó, irodalomtörténész, szervező

### Lengyelország

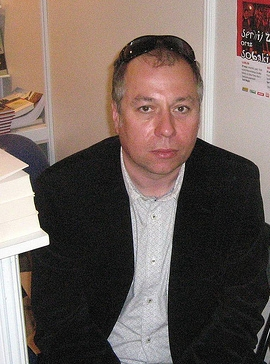
Krzysztof Varga

- Krzysztof Varga író (magyar apa)

### Németország

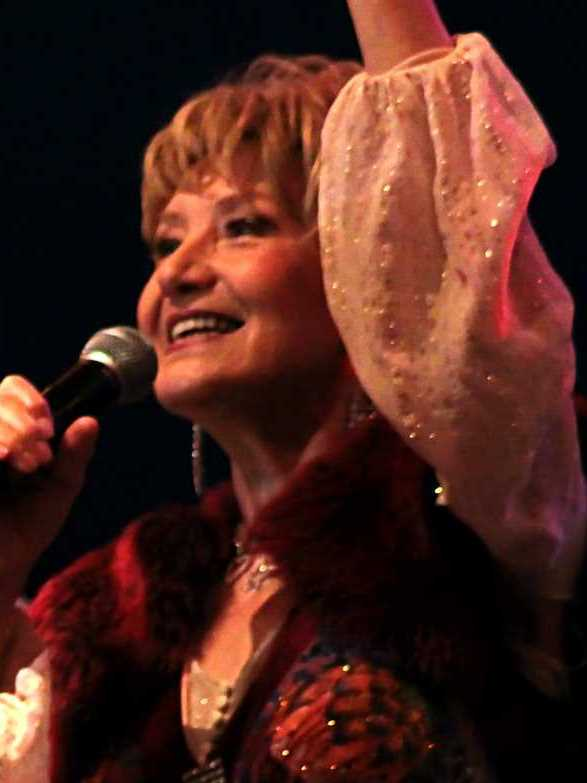
Késmárky Marika (Edina Pop) a Dschinghis Khan énekesnőjeként

- Barabás Sári operettprimadonna és énekesnő
- Bárdy (Kreibich) Margit díszlet- és jelmeztervező
- Bárkány Mária (1862–1928) színésznő
- Geza von Bolvary (Bolváry Géza) filmrendező
- Zsolt-Georg Böhm (Böhm Zsolt György) asztaliteniszező és író
- Arzén von Cserépy (Cserépy Arzén) filmrendező
- Albrecht Dürer (Dürer=Ajtós) festő, a modern kori grafika megalapítója (apja magyar)
- Joschka Fischer német politikus, volt külügyminiszter
- Fricsay Ferenc karmester
- Hamari Júlia operaénekes
- Karl Huszar (Huszár Pufi) filmkomikus
- Joachim József hegedűművész, a berlini zeneakadémia alapító igazgatója
- Kertész Imre író, irodalmi Nobel-díjas (2002)
- Thomas Köves-Zulauf (Köves-Zulauf Tamás) történész[6]
- Kevin Kurányi labdarúgó
- Ildikó von Kürthy újságiró
- Laki Krisztina operaénekes
- Philipp Lenard (Lénárd Fülöp, Pozsony, 1862–1947) fizikus, Nobel-díj (1905)
- Ica von Lenkeffy (Lenkeffy Ica) színművész
- Franz Liszt (Liszt Ferenc) zeneszerző
- Ilona Mattyasovszky némafilmcsillag
- Sacy von Blondel (Megyery Sári) némafilmszínésznő
- Mészáros Zoltán színész
- Ernő Metzner filmrendező
- Munkácsi Márton fotóművész
- Käthe von Nagy (Nagy Kató, 1904–1973) színművész
- Nikisch Artúr karmester
- Papp Lajos zeneszerző
- Edina Pop (Késmárky Marika), a Dschinghis Khan énekesnője
- Marika Rökk (Rökk Marika) színművész
- George Tabori író és színházi rendező

### Olaszország
- Brück Edit író
- Cicciolina (Staller Ilona Anna) pornószínész, politikus
- Giulio Gari (Gari Gyula, 1912–1994) operaénekes
- János Viktor autótervező
- Kozma Lajos (1938–2007) operaénekes
- Giorgio Pressburger író
- Amerigo Tot szobrászművész
- Bonaniné Tamás-Tarr Melinda (Melinda B. Tamás-Tarr) tanár, főszerkesztő, újságíró, publicista, műfordító, író, költő, az Olasz Köztársaság Érdemrend Lovagja

### Oroszország
- Auer Lipót hegedűművész, zeneszerző
- Jevgenyij Jenei (Jenei Jenő) díszlettervező

### Spanyolország
- Müller Miklós fotóművész

### Svájc
- Bacsinszky Tímea teniszező
- Elwont (Adam Szijarto) zeneszerző
- Gosztonyi Péter történész
- Martina Hingis (Hingis Martina) teniszező
- Agota Kristof író (francia nyelven)
- Christina Viragh  író

### Svédország
- Árvai Péter (1979) Svédországban született magyar üzletember, a Prezi felhőalapú prezentációs szoftver egyik megálmodója és létrehozója
- Eva Klein (Klein Éva, 1925) sejtbiológus, immunológus, onkológus, az MTA tagja
- Georg Klein (Klein György, 1925) sejtbiológus, immunológus, onkológus, az MTA tagja
- Maros Miklós zeneszerző
- Vánky Kálmán (1930) mikrobiológus, az MTA tagja
- Erik Zsiga író

### Ukrajna
- Rácz László labdarúgó, szovjet válogatott

## Ázsia

### Izrael
- Aharon Abadi (Abádi Ervin, 1918–1979) író, szerkesztő, grafikus
- Avram Hersko (Herskó Ferenc, 1937) Nobel-díjas biokémikus
- Theodor Herzl (Herzl Tivadar, 1860–1904) cionista vezető, a modern Izrael megalapítója
- Efrájim Kishon (Kishont Ferenc, 1924–2005) író, humorista
- Kőrösy Ferenc (1906–1997) vegyészmérnök, az MTA tagja
- Tomi (Joszef) Lapid volt izraeli igazságügyminiszter, politikus
- Pauncz Rezső (1920) kémikus, az MTA tagja
- Rónai András színművész, Habima Színház, Valahol Európában – Ficsúr (http://mek.oszk.hu/02100/02139/html/sz22/222.html)
- Hana Szenes (Szenes Hanna) második világháborús partizán

### Japán
- Murofusi Kódzsi (Koji Murofushi) olimpiai bajnok kalapácsvető (anyja magyar: Móritz Szerafina)[forrás?]
- Juhász Sandy magyar televíziós műsorvezető és közéleti személyiség Japánban

## Dél-Amerika

### Argentína
- Ladislao José Biro (Bíró László) a golyóstoll feltalálója

### Brazília
- Alexander Lenard (1910–1972) orvos, művelődéstörténész, költő, író, műfordító, klasszika-filológus
- Paulo Rónai (1907–1992) irodalomkritikus, író, műfordító, nyelvész, tanár

### Kolumbia
- Lenz Klára (1924–2013) textilművész

### Uruguay
- Debály Ferenc József zeneszerző, karnagy, Uruguay és Paraguay nemzeti himnuszának szerzője

### Venezuela
- Nicolás Fedor (Miku) labdarúgó
- Catherine Fulop, színész és fotómodell
- Gabriel Gazsó fényképész
- Carolina Izsák szépségkirálynő

## Ausztrália
- Moshe Atzmon karmester
- Joe Bugner (Bugner József) magyar származású profi boxoló (Anglia/Ausztrália)
- Judy Cassab (Kaszab Judit) festőművésznő
- Fehér Gitta smink- és maszkmester
- Viki Forrest (Erdős Ágnes Éva), rock-énekes
- Gallus Sándor régész
- Maina Gielgud balettművész (magyar anya)
- Andrew Korda (Korda András) orvos, professzor
- Frank Lowy (Fülek, 1930–) üzletember, Ausztrália második leggazdagabb embere[7]
- Márkus György filozófus
- Kevin Nemeth író (A tenger hercegnői, Pizsamás banánok)
- Paul A. Novak (Novák P. Árpád) üzletember
- Jackie Orszaczky (Orszáczky Miklós) rockzenész
- Rozinszky Gyula (Jack) taekwondo nagymester
- Franz Schneider (Szabó Ferenc) zenész, a Glenn Miller Tribute Band másodtrombitása
- Tommy Tycho (Tycho Tamás) karmester, zeneszerző